# Výšková měření na území Rakouska-Uherska
Výšková měření na území Rakouska-Uherska začala na popud stálé komise pro Středoevropské stupňové měření v roce 1873 budováním a zaměřováním základní nivelační sítě. Jejím měřením byl pověřen Vojenský zeměpisný úřad ve Vídni. Výchozím bodem pro tuto síť byl Farolfiho bod č.1 osazený u mareografu v Terstu na tamním Molo Sartorio. Nejvyšším bodem sítě byl alpský přechod  Niedere Tauern s výškou 1734 m. Kromě této hlavní nivelační sítě byly také budovány lokální sítě podél řek a technické nivelační sítě pro inženýrské projekty.

## Umístění a stabilizace bodů
Nivelační síť byla tvořena nivelačními body, které byly rozděleny do tří řádů. Přes tyto body se vedly nivelační pořady, které se následně uzavíraly do nivelačních polygonů.

### Základní body
Při budování sítě bylo rozhodnuto zajistit a stabilizovat sedm základních nivelačních bodů. Umístění těchto bodů bylo vybíráno podle geologických posudků v místech, kde se nepředpokládaly žádné geologické posuny. Základní body byly stabilizovány v neporušených skalních masivech a chráněny třídílným pomníkem. Základními body sítě byly Lišov (nyní Česká republika), Ruše (nyní Slovinsko), Pasul Turnu Roșu (nyní Rumunsko), Dilove (nyní Ukrajina), Strečno (nyní Slovensko), Nadap (nyní Maďarsko) a Fortezza (nyní Itálie). Zajímavostí je, že na území nynějšího Rakouska (v jeho hranicích po roce 1918) nebyl zbudován žádný základní nivelační bod. Do roku 1918 se ale nacházely dva z těchto sedmi bodů v Rakousku -- Ruše u Mariboru bylo do r. 1918 součástí rakouské země Štýrsko a Fortezza (něm. Franzensfeste) do r. 1919 součástí rakouské země Tyrolsko.      
| Rok vybudování | Umístění bodu    | Nadmořská výška [m] |
| -------------- | ---------------- | ------------------- |
| 1878           | Ruše             | 295,5644            |
| 1887           | Pasul Turnu Roșu | 360,0558            |
| 1887           | Dilove           | 367,6820            |
| 1888           | Strečno          | 371,0933            |
| 1888           | Nadap            | 173,6901            |
| 1890           | Lišov            | 565,2065            |
| 1890           | Fortezza         | 736,4520            |

### Body prvního řádu
K síti základních bodů byla vybudována síť bodů prvního řádu. Těchto bodů bylo vybudováno celkem 3252 a průměrná vzdálenost mezi nimi byla 4,5 km. Byly osazovány převážně do budov u železnic, případně u silnic. Stabilizace bodů byla provedena pomocí mosazných značek ve tvaru komolého kuželu s délkou 9 cm průměrem podstav 4, respektive 3 cm. Kužel se osazoval do zdiva tak, aby jeho osa byla vodorovná a aby byla ve výšce 1,3 až 1,6 m nad zemí. Následně byl v ose kužele vyvrtán otvor o průměru 4 mm. Celá značka byla chráněna litinovou tabulkou s otvorem zpřístupňujícím otvor v kuželu. Při měření výšky bodu bylo nutné nejprve zasunout tyčinku na kterou se následně zavěšovalo měřítko nahrazující nivelační lať. Počátek tohoto měřítka byl umístěn v ose tyčinky. Na tabulkách byl umístěn nápis buď v němčině HÖHEN MARKE, na území Uherska MAGASSÁG JEGY v Chorvatsku a Slovinsku pak BILJEG VISINE.
Stabilizace bodů prvního řádu prošla během budování sítě vývojem. Nejprve došlo ke změně na tabulce, kdy byla tato doplněna o výstupek ve výšce otvoru pro tyčinku na který se dala přímo postavit nivelační lať. V pozdějších dobách se začaly používat značky hřebové a čepové. 

### Body druhého řádu
Mezi body prvního řádu byly osazovány body druhého řádu. Bodů bylo v síti celkem 9132 s průměrnou vzdáleností mezi body 1 km. Tyto body byly ve většině osazovány na kilometrovníky podél železničních tratí, případně do konstrukcí mostů,  propustků, nebo jiných objektů. Vlastní označení výškového bodu bylo provedeno křížkem na horní ploše kamene opatřeným písmeny H M, respektive M J nebo B V, podle území na kterém se daný bod nacházel.

## Měřické práce
Měřením sítě byl pověřen Vojenský zeměpisný úřad ve Vídni. Měřilo se metodou geometrické nivelace ze středu. K měření byly použity nivelační přístroje firmy Starke & Kammerer opatřené citlivou sázecí libelou a dalekohledem s 36násobným zvětšením. Součástí měřické soupravy byly dvě dřevěné nivelační latě s profilem H opatřené dvěma stupnicemi na obou stranách latě. Celkem bylo k dispozici na celé Rakousko-Uhersko osm měřických souprav. Do roku 1876 se nezjišťovala průměrná délka laťového metru. Od roku 1885 se začala zjišťovat i přímo v terénu. Nivelační pořady byly vedeny převážně po železnicích a uzavíraly se velké nivelační polygony. Průměrná délka záměr byla přibližně 50 m.  

## Výpočetní práce
Pro výpočetní práce byl použit Jadranský výškový systém. Naměřená převýšení byla opravována o normální ortometrické korekce (korekce se sbíhavosti normál k hladinovým plochám). Naměřené nivelační pořady tvořily 68 uzavřených nivelačních polygonů. Celá tato síť byla rozdělena pro vyrovnávací práce na tři části. Pro představu střední kilometrová chyba z vyrovnání sítě Západní části (kam patří i velká část současného Česka) byla 4,1 mm a z odchylek mezi dvojím měřením (tam i zpět) 1,4 mm. K porovnání přesnosti nivelačních sítí budovaných to dobou v Evropě slouží následující tabulka z roku 1913: 
|                                               | Rakousko-Uhersko | Španělsko | Prusko    | Francie   |
| --------------------------------------------- | ---------------- | --------- | --------- | --------- |
| Celková délka nivelovaných tratí              | 9 150 km         | 6 370 km  | 15 100 km | 10 800 km |
| Pravděpodobná nahodilá chyba z dvojího měření | 1,00 mm          | 1,30 mm   | 0,80 mm   | 0,79 mm   |
| Střední chyba v uzávěru polygonu              | ±85 mm           | ±110 mm   | ±34 mm    | ±60 mm    |

## Vědecký význam nivelační sítě
Vzhledem k tomu že  Rakouská komise pro stupňová měření byla v první řadě vědecká organizace, sledovala budováním výškové sítě hlavně vědecké cíle. Těmi byla například účast při mezinárodním projektu přesných nivelací. Výsledkem tohoto velkého mezinárodního projektu bylo mimo jiné sledování změn výšky po zemětřesení v Itálii v roce 1908. S s tímto souvisí i projekt měření prudkých výškových změn zemské kůry. Dalším přínosem pro mezinárodní geodézii bylo propojení výškových systémů vztažených k různým vodočtům.

## Problémy s využitím nivelační sítě v technické praxi
S rostoucím počtem nově budovaných technických projektů které vyžadovaly přesná výšková měření, budovaly příslušné technické úřady vlastní lokální nivelační sítě. Zde se ovšem často naráželo na problém řídkosti Rakousko-Uherské nivelační sítě. Nově budované nivelační sítě tak často vůbec nebyly na státní nivelační síť připojovány. Důvodem k tomu byla příliš velká vzdálenost mezi zájmovým územím a nejbližším nivelačním bodem sítě. Tento fakt vedl k problémům kdy na styku dvou takto vybudovaných lokálních nivelačních sítí vznikaly velké rozdíly. Velikost takovýchto rozdílů se v některých případech pohybovala dokonce v řádu metrů, což je pro technické účely naprosto nepoužitelné. Tímto problémem se ale již nezabývalo Rakousko-Uhersko, ale příslušné nástupnické státy.

## Současný stav na území České republiky
Po rozpadu Rakouska-Uherska byla původní nivelační síť převzata i pro nově vzniklé Československo. Postupně docházelo ke zhušťování sítě a doplňování tíhových měření. Rok 2000 byl dle § 4 Nařízení vlády č. 116/1995 Sb. mezním pro používání Jadranského výškového systému na českém území a jako závazný výškový systém se od té doby používá Baltský po vyrovnání.
Základní nivelační bod Lišov je v současné době technickou památkou. Bod (pomník Locus perennis) je na okraji lomu na kámen, ve kterém probíhala těžba až do roku 1918. Zejména v tomto období došlo k velkému ohrožení bodu, když vedle něj vznikla jáma o hloubce dva až tři metry, která byla zatopena vodou. Zejména ta mohla rozrušovat skálu pod bodem a ohrozit tak jeho stabilitu. Záchranné práce byly provedeny až v roce 1968. Dnes je kolem pomníku parková úprava a bod podléhá ochraně v rámci chráněného území geodetického bodu.

## Nivelační měření podél řek
Kromě Rakousko-uherské nivelační sítě byly v období let 1898 – 1918 budovány a měřeny nivelační pořady podél větších řek. Výšky v těchto nivelačních sítích ale měly často jiné počátky, takže například Labe a Vltava měly počátek v Cuxhavenu.